# Campeonato Mundial de Bobsleigh y Skeleton
El Campeonato Mundial de Bobsleigh y Skeleton es la competición internacional más importante de los deportes de bobsleigh y skeleton. Es organizado por la Federación Internacional de Bobsleigh y Skeleton (FIBT). El primer campeonato se realizó en 1930 (solo pruebas masculinas de bobsleigh); en 1982 se instauró el campeonato de skeleton, aunque en un sitio y fecha diferente, y solo a partir de 2004 se realizan conjuntamente.
En 2007 se introdujo la competición por equipos: dos parejas de bobsleigh y dos atletas de skeleton, hombres y mujeres en cada especialidad. Actualmente el campeonato se realiza cada año a excepción de los años en que se celebran los Juegos Olímpicos.

## Ediciones
| Núm.    | Año  | Sede(s)                              | Bobsleigh | Bobsleigh | Bobsleigh | Bobsleigh | Skeleton | Skeleton | Skeleton | Bob+Sk |
| Núm.    | Año  | Sede(s)                              | 2M        | 4M        | 1F        | 2F        | M        | F        | EqM      | EqM    |
| I       | 1930 | Caux-sur-Montreux · ( Suiza)         | —         | Sí        | —         | —         | —        | —        | —        | —      |
| II      | 1931 | Oberhof · ( Alemania)                | Sí        | —         | —         | —         | —        | —        | —        | —      |
| II      | 1931 | Sankt Moritz · ( Suiza)              | —         | Sí        | —         | —         | —        | —        | —        | —      |
| III     | 1933 | Schreiberhau · ( Alemania)           | Sí        | —         | —         | —         | —        | —        | —        | —      |
| IV      | 1934 | Engelberg · ( Suiza)                 | Sí        | —         | —         | —         | —        | —        | —        | —      |
| IV      | 1934 | Garmisch-Partenkirchen · ( Alemania) | —         | Sí        | —         | —         | —        | —        | —        | —      |
| V       | 1935 | Igls · ( Austria)                    | Sí        | —         | —         | —         | —        | —        | —        | —      |
| V       | 1935 | Sankt Moritz · ( Suiza)              | —         | Sí        | —         | —         | —        | —        | —        | —      |
| VI      | 1937 | Cortina d'Ampezzo ( Italia)          | Sí        | —         | —         | —         | —        | —        | —        | —      |
| VI      | 1937 | Sankt Moritz · ( Suiza)              | —         | Sí        | —         | —         | —        | —        | —        | —      |
| VII     | 1938 | Sankt Moritz · ( Suiza)              | Sí        | —         | —         | —         | —        | —        | —        | —      |
| VII     | 1938 | Garmisch-Partenkirchen ( Alemania)   | —         | Sí        | —         | —         | —        | —        | —        | —      |
| VIII    | 1939 | Sankt Moritz · ( Suiza)              | Sí        | —         | —         | —         | —        | —        | —        | —      |
| VIII    | 1939 | Cortina d'Ampezzo ( Italia)          | —         | Sí        | —         | —         | —        | —        | —        | —      |
| IX      | 1947 | Sankt Moritz · ( Suiza)              | Sí        | Sí        | —         | —         | —        | —        | —        | —      |
| X       | 1949 | Lake Placid ( Estados Unidos)        | Sí        | Sí        | —         | —         | —        | —        | —        | —      |
| XI      | 1950 | Cortina d'Ampezzo · ( Italia)        | Sí        | Sí        | —         | —         | —        | —        | —        | —      |
| XII     | 1951 | Alpe d'Huez ( Francia)               | Sí        | Sí        | —         | —         | —        | —        | —        | —      |
| XIII    | 1953 | Garmisch-Partenkirchen ( RFA)        | Sí        | Sí        | —         | —         | —        | —        | —        | —      |
| XIV     | 1954 | Cortina d'Ampezzo · ( Italia)        | Sí        | Sí        | —         | —         | —        | —        | —        | —      |
| XV      | 1955 | Sankt Moritz · ( Suiza)              | Sí        | Sí        | —         | —         | —        | —        | —        | —      |
| XVI     | 1957 | Sankt Moritz · ( Suiza)              | Sí        | Sí        | —         | —         | —        | —        | —        | —      |
| XVII    | 1958 | Garmisch-Partenkirchen ( RFA)        | Sí        | Sí        | —         | —         | —        | —        | —        | —      |
| XVIII   | 1959 | Sankt Moritz · ( Suiza)              | Sí        | Sí        | —         | —         | —        | —        | —        | —      |
| XIX     | 1960 | Cortina d'Ampezzo · ( Italia)        | Sí        | Sí        | —         | —         | —        | —        | —        | —      |
| XX      | 1961 | Lake Placid ( Estados Unidos)        | Sí        | Sí        | —         | —         | —        | —        | —        | —      |
| XXI     | 1962 | Garmisch-Partenkirchen ( RFA)        | Sí        | Sí        | —         | —         | —        | —        | —        | —      |
| XXII    | 1963 | Igls · ( Austria)                    | Sí        | Sí        | —         | —         | —        | —        | —        | —      |
| XXIII   | 1965 | Sankt Moritz · ( Suiza)              | Sí        | Sí        | —         | —         | —        | —        | —        | —      |
| XXIV    | 1966 | Cortina d'Ampezzo · ( Italia)        | Sí        | —         | —         | —         | —        | —        | —        | —      |
| XXV     | 1967 | Alpe d'Huez ( Francia)               | Sí        | —         | —         | —         | —        | —        | —        | —      |
| XXVI    | 1969 | Lake Placid ( Estados Unidos)        | Sí        | Sí        | —         | —         | —        | —        | —        | —      |
| XXVII   | 1970 | Sankt Moritz · ( Suiza)              | Sí        | Sí        | —         | —         | —        | —        | —        | —      |
| XXVIII  | 1971 | Cervinia · ( Italia)                 | Sí        | Sí        | —         | —         | —        | —        | —        | —      |
| XXIX    | 1973 | Lake Placid ( Estados Unidos)        | Sí        | Sí        | —         | —         | —        | —        | —        | —      |
| XXX     | 1974 | Sankt Moritz · ( Suiza)              | Sí        | Sí        | —         | —         | —        | —        | —        | —      |
| XXXI    | 1975 | Cervinia · ( Italia)                 | Sí        | Sí        | —         | —         | —        | —        | —        | —      |
| XXXII   | 1977 | Sankt Moritz · ( Suiza)              | Sí        | Sí        | —         | —         | —        | —        | —        | —      |
| XXXIII  | 1978 | Lake Placid ( Estados Unidos)        | Sí        | Sí        | —         | —         | —        | —        | —        | —      |
| XXXIV   | 1979 | Königssee ( RFA)                     | Sí        | Sí        | —         | —         | —        | —        | —        | —      |
| XXXV    | 1981 | Cortina d'Ampezzo · ( Italia)        | Sí        | Sí        | —         | —         | —        | —        | —        | —      |
| XXXVI   | 1982 | Sankt Moritz · ( Suiza)              | Sí        | Sí        | —         | —         | Sí       | —        | —        | —      |
| XXXVII  | 1983 | Lake Placid ( Estados Unidos)        | Sí        | Sí        | —         | —         | —        | —        | —        | —      |
| XXXVIII | 1985 | Cervinia · ( Italia)                 | Sí        | Sí        | —         | —         | —        | —        | —        | —      |
| XXXIX   | 1986 | Königssee ( RFA)                     | Sí        | Sí        | —         | —         | —        | —        | —        | —      |
| XL      | 1987 | Sankt Moritz · ( Suiza)              | Sí        | Sí        | —         | —         | —        | —        | —        | —      |
| XLI     | 1989 | Cortina d'Ampezzo · ( Italia)        | Sí        | Sí        | —         | —         | —        | —        | —        | —      |
| XLI     | 1989 | Sankt Moritz · ( Suiza)              | —         | —         | —         | —         | Sí       | —        | —        | —      |
| XLII    | 1990 | Sankt Moritz · ( Suiza)              | Sí        | Sí        | —         | —         | —        | —        | —        | —      |
| XLII    | 1990 | Königssee ( RFA)                     | —         | —         | —         | —         | Sí       | —        | —        | —      |
| XLIII   | 1991 | Altenberg · ( Alemania)              | Sí        | Sí        | —         | —         | —        | —        | —        | —      |
| XLIII   | 1991 | Igls · ( Austria)                    | —         | —         | —         | —         | Sí       | —        | —        | —      |
| —       | 1992 | Calgary · ( Canadá)                  | —         | —         | —         | —         | Sí       | —        | —        | —      |
| XLIV    | 1993 | Igls · ( Austria)                    | Sí        | Sí        | —         | —         | —        | —        | —        | —      |
| XLIV    | 1993 | La Plagne ( Francia)                 | —         | —         | —         | —         | Sí       | —        | —        | —      |
| —       | 1994 | Altenberg · ( Alemania)              | —         | —         | —         | —         | Sí       | —        | —        | —      |
| XLV     | 1995 | Winterberg · ( Alemania)             | Sí        | Sí        | —         | —         | —        | —        | —        | —      |
| XLV     | 1995 | Lillehammer · ( Noruega)             | —         | —         | —         | —         | Sí       | —        | —        | —      |
| XLVI    | 1996 | Calgary · ( Canadá)                  | Sí        | Sí        | —         | —         | Sí       | —        | —        | —      |
| XLVII   | 1997 | Sankt Moritz · ( Suiza)              | Sí        | Sí        | —         | —         | —        | —        | —        | —      |
| XLVII   | 1997 | Lake Placid ( Estados Unidos)        | —         | —         | —         | —         | Sí       | —        | —        | —      |
| —       | 1998 | Sankt Moritz · ( Suiza)              | —         | —         | —         | —         | Sí       | —        | —        | —      |
| XLVIII  | 1999 | Cortina d'Ampezzo · ( Italia)        | Sí        | Sí        | —         | —         | —        | —        | —        | —      |
| XLVIII  | 1999 | Altenberg · ( Alemania)              | —         | —         | —         | —         | Sí       | —        | —        | —      |
| XLIX    | 2000 | Altenberg · ( Alemania)              | Sí        | Sí        | —         | —         | —        | —        | —        | —      |
| XLIX    | 2000 | Winterberg · ( Alemania)             | —         | —         | —         | Sí        | —        | —        | —        | —      |
| XLIX    | 2000 | Igls · ( Austria)                    | —         | —         | —         | —         | Sí       | Sí       | —        | —      |
| L       | 2001 | Sankt Moritz · ( Suiza)              | Sí        | Sí        | —         | —         | —        | —        | —        | —      |
| L       | 2001 | Calgary · ( Canadá)                  | —         | —         | —         | Sí        | Sí       | Sí       | —        | —      |
| LI      | 2003 | Lake Placid ( Estados Unidos)        | Sí        | Sí        | —         | —         | —        | —        | —        | —      |
| LI      | 2003 | Winterberg · ( Alemania)             | —         | —         | —         | Sí        | —        | —        | —        | —      |
| LI      | 2003 | Nagano ( Japón)                      | —         | —         | —         | —         | Sí       | Sí       | —        | —      |
| LII     | 2004 | Königssee · ( Alemania)              | Sí        | Sí        | —         | Sí        | Sí       | Sí       | —        | —      |
| LIII    | 2005 | Calgary · ( Canadá)                  | Sí        | Sí        | —         | Sí        | Sí       | Sí       | —        | —      |
| LIV     | 2007 | Sankt Moritz · ( Suiza)              | Sí        | Sí        | —         | Sí        | Sí       | Sí       | —        | Sí     |
| LV      | 2008 | Altenberg · ( Alemania)              | Sí        | Sí        | —         | Sí        | Sí       | Sí       | —        | Sí     |
| LVI     | 2009 | Lake Placid ( Estados Unidos)        | Sí        | Sí        | —         | Sí        | Sí       | Sí       | —        | Sí     |
| LVII    | 2011 | Königssee · ( Alemania)              | Sí        | Sí        | —         | Sí        | Sí       | Sí       | —        | Sí     |
| LVIII   | 2012 | Lake Placid ( Estados Unidos)        | Sí        | Sí        | —         | Sí        | Sí       | Sí       | —        | Sí     |
| LIX     | 2013 | Sankt Moritz · ( Suiza)              | Sí        | Sí        | —         | Sí        | Sí       | Sí       | —        | Sí     |
| LX      | 2015 | Winterberg · ( Alemania)             | Sí        | Sí        | —         | Sí        | Sí       | Sí       | —        | Sí     |
| LXI     | 2016 | Igls · ( Austria)                    | Sí        | Sí        | —         | Sí        | Sí       | Sí       | —        | Sí     |
| LXII    | 2017 | Königssee · ( Alemania)              | Sí        | Sí        | —         | Sí        | Sí       | Sí       | —        | Sí     |
| LXIII   | 2019 | Whistler · ( Canadá)                 | Sí        | Sí        | —         | Sí        | Sí       | Sí       | —        | Sí     |
| LXIV    | 2020 | Altenberg · ( Alemania)              | Sí        | Sí        | —         | Sí        | Sí       | Sí       | Sí       | —      |
| LXV     | 2021 | Altenberg · ( Alemania)              | Sí        | Sí        | Sí        | Sí        | Sí       | Sí       | Sí       | —      |
| LXVI    | 2023 | Sankt Moritz · ( Suiza)              | Sí        | Sí        | Sí        | Sí        | Sí       | Sí       | Sí       | —      |
| LXVII   | 2024 | Winterberg · ( Alemania)             | Sí        | Sí        | Sí        | Sí        | Sí       | Sí       | Sí       | —      |
| LXVIII  | 2025 | Lake Placid ( Estados Unidos)        | Sí        | Sí        | Sí        | Sí        | Sí       | Sí       | Sí       | —      |
| LXIX    | 2027 | Lillehammer · ( Noruega)             | Sí        | Sí        | Sí        | Sí        | Sí       | Sí       | Sí       | —      |
| LXX     | 2028 | Sankt Moritz · ( Suiza)              | Sí        | Sí        | Sí        | Sí        | Sí       | Sí       | Sí       | —      |
| LXXI    | 2029 | Park City ( Estados Unidos)          | Sí        | Sí        | Sí        | Sí        | Sí       | Sí       | Sí       | —      |

1. ↑  Campeonato celebrado excepcionalmente en año olímpico, debido a que en los Juegos Olímpicos de Squaw Valley 1960 no se incluyó en el programa el bobsleigh.

## Competición por equipos
La competición por equipos mixtos se disputó entre los años 2007 y 2019. Consistía en cuatro carreras: una pareja masculina y una femenina de bobsleigh, y un piloto masculino y uno femenino de skeleton. El equipo ganador es aquel cuya suma de los tiempos de los cuatro descensos era la más baja.
| Núm. | Año  | Sede                          | Oro | Plata | Bronce |
| ---- | ---- | ----------------------------- | --- | --- | --- |
| I    | 2007 | Sankt Moritz · ( Suiza)       | Alemania · Frank Kleber · Sandra Kiriasis / · Berit Wiacker · Monique Riekewald · Karl Angerer / · Marc Kühne                 | Estados Unidos Eric Bernotas Erin Pac / Emily Azevedo Noelle Pikus-Pace Michael Kohn / Curtis Tomasevicz                                 | Suiza · Gregor Stähli · Sabina Hafner / · Katharina Sutter · Maya Pedersen-Bieri · Ivo Rüegg / · Thomas Lamparter          |
| II   | 2008 | Altenberg · ( Alemania)       | Alemania · Sebastian Haupt · Sandra Kiriasis / · Berit Wiacker · Anja Huber · Matthias Höpfner / · Alex Mann                  | Canadá · Jon Montgomery · Kaillie Humphries / · Jenni Hucul · Michelle Kelly · Lyndon Rush / · Nathan Cross                              | Estados Unidos Zach Lund Erin Pac / Emily Azevedo Katie Uhlaender Steven Holcomb / Curtis Tomasevicz                       |
| III  | 2009 | Lake Placid ( Estados Unidos) | Alemania · Frank Rommel · Sandra Kiriasis / · Patricia Polifka · Marion Trott · Thomas Florschütz/ · Andreas Barucha          | Suiza · Gregor Stähli · Sabina Hafner / · Anne Dietrich · Maya Pedersen-Bieri · Ivo Rüegg / · Cédric Grand                               | Estados Unidos Eric Bernotas Shauna Rohbock / Valerie Fleming Katie Uhlaender Steven Holcomb / Justin Olsen                |
| IV   | 2011 | Königssee · ( Alemania)       | Alemania · Mirsad Halilovic · Sandra Kiriasis / · Stephanie Schneider · Marion Thees · Francesco Friedrich / · Florian Becke  | Alemania · Frank Rommel · Cathleen Martini / · Kristin Steinert · Anja Huber · Karl Angerer / · Alex Mann                                | Canadá · Jon Montgomery · Kaillie Humphries / · Heather Moyse · Mellisa Hollingsworth · Lyndon Rush / · Cody Sorensen      |
| V    | 2012 | Lake Placid ( Estados Unidos) | Estados Unidos Matthew Antoine Elana Meyers / Emily Azevedo Katie Uhlaender Steven Holcomb / Justin Olsen                     | Alemania · Frank Rommel · Sandra Kiriasis / · Berit Wiacker · Marion Thees · Maximilian Arndt / · Steven Deja                            | Canadá · John Fairbairn · Kaillie Humphries / · Emily Baadsvik · Mellisa Hollingsworth · Justin Kripps / · Timothy Randall |
| VI   | 2013 | Sankt Moritz · ( Suiza)       | Estados Unidos John Daly Elana Meyers / Lolo Jones Noelle Pikus-Pace Steven Holcomb / Curtis Tomasevicz                       | Alemania · Frank Rommel · Sandra Kiriasis / · Sarah Noll · Marion Thees · Francesco Friedrich / · Gino Gerhardi                          | Canadá · Eric Neilson · Kaillie Humphries / · Chelsea Valois · Sarah Reid · Lyndon Rush / · Cody Sorensen                  |
| VII  | 2015 | Winterberg · ( Alemania)      | Alemania · Axel Jungk · Cathleen Martini / · Lisette Thöne · Tina Hermann · Francesco Friedrich / · Martin Grothkopp          | Alemania · Christopher Grotheer · Anja Schneiderheinze / · Franziska Bertels · Anja Huber-Selbach · Johannes Lochner / · Gregor Bermbach | Rusia · Alexandr Tretiakov · Alexandra Rodionova / · Nadezhda Paleyeva · Mariya Orlova · Alexandr Kasianov / · Ilvir Juzin |
| VIII | 2016 | Igls · ( Austria)             | Alemania · Axel Jungk · Anja Schneiderheinze / · Franziska Bertels · Tina Hermann · Johannes Lochner / · Tino Paasche         | Rusia · Alexandr Tretiakov · Alexandra Rodionova / · Yuliya Shokshuyeva · Yelena Nikitina · Alexandr Kasianov / · Maxim Mokrousov        | Austria · Matthias Guggenberger · Christina Hengster / · Sanne Dekker · Janine Flock · Benjamin Maier / · Dănuț Moldovan   |
| IX   | 2017 | Königssee · ( Alemania)       | Alemania · Axel Jungk · Mariama Jamanka / · Franziska Bertels · Jacqueline Lölling · Johannes Lochner / · Christian Rasp      | Alemania · Christopher Grotheer · Stephanie Schneider / · Lisa Buckwitz · Tina Hermann · Nico Walther / · Philipp Wobeto                 | Internacional Alexander Gassner Maria Constantin / Andreea Grecu Anna Fernstädt Richard Oelsner / Marc Rademacher          |
| X    | 2019 | Whistler · ( Canadá)          | Alemania · Christopher Grotheer · Anna Köhler / · Lisa-Sophie Gericke · Sophia Griebel · Johannes Lochner / · Marc Rademacher | Canadá · David Greszczyszyn · Christine de Bruin / · Kristen Bujnowski · Mirela Rahneva · Nicholas Poloniato / · Keefer Joyce            | Estados Unidos Greg West Brittany Reinbolt / Jessica Davis Savannah Graybill Geoffrey Gadbois / Kristopher Horn            |

### Medallero histórico
- Sankt Moritz 2007-Whistler 2019.

| Núm. | País           | Oro | Plata | Bronce | Total |
| ---- | -------------- | --- | ----- | ------ | ----- |
| 1    | Alemania       | 8   | 5     | 0      | 13    |
| 2    | Estados Unidos | 2   | 1     | 3      | 6     |
| 3    | Canadá         | 0   | 2     | 3      | 5     |
| 4    | Rusia          | 0   | 1     | 1      | 2     |
| 4    | Suiza          | 0   | 1     | 1      | 2     |
| 6    | Austria        | 0   | 0     | 1      | 1     |
| 6    | Internacional  | 0   | 0     | 1      | 1     |
|      | TOTAL          | 10  | 10    | 10     | 30    |

## Medallero histórico total
- Actualizado a Lake Placid 2025 (incluye todas las medallas de los campeonatos de bobsleigh y skeleton, así como de las competiciones por equipos mixtos).

| Núm. | País            | Oro | Plata | Bronce | Total |
| ---- | --------------- | --- | ----- | ------ | ----- |
| 1    | Alemania        | 105 | 83    | 71     | 259   |
| 2    | Suiza           | 39  | 35    | 35     | 109   |
| 3    | Estados Unidos  | 19  | 23    | 36     | 78    |
| 4    | Italia          | 18  | 19    | 7      | 44    |
| 5    | Canadá          | 12  | 17    | 17     | 46    |
| 6    | Reino Unido     | 10  | 12    | 7      | 29    |
| 7    | Letonia         | 7   | 4     | 4      | 15    |
| 8    | Austria         | 6   | 14    | 16     | 36    |
| 9    | Rusia           | 2   | 10    | 11     | 23    |
| 10   | Rumania         | 2   | 2     | 2      | 6     |
| 11   | Bélgica         | 1   | 2     | 1      | 4     |
| 12   | Países Bajos    | 1   | 1     | 0      | 2     |
| 13   | Francia         | 1   | 0     | 4      | 5     |
| 14   | Nueva Zelanda   | 1   | 0     | 1      | 2     |
| 15   | República Checa | 0   | 2     | 1      | 3     |
| 16   | Corea del Sur   | 0   | 1     | 2      | 3     |
| 17   | China           | 0   | 0     | 2      | 2     |
| 17   | Suecia          | 0   | 0     | 2      | 2     |
| 19   | España          | 0   | 0     | 1      | 1     |
| 19   | Internacional   | 0   | 0     | 1      | 1     |
|      | TOTAL           | 224 | 225   | 221    | 670   |

1. 1 2 3  Equipo conformado por deportistas de diferentes países.
2. ↑  Incluye las medallas obtenidas por la RFA y la RDA entre 1949 y 1990.
3. ↑  Incluye las medallas obtenidas por la URSS.
4. ↑  Incluye las medallas obtenidas por Checoslovaquia.